# Banza nitida
Banza nitida är en insektsart som först beskrevs av Brunner von Wattenwyl 1895.  Banza nitida ingår i släktet Banza och familjen vårtbitare. Inga underarter finns listade i Catalogue of Life.